# ديفيد بولسون
ديفيد بولسون (بالإنجليزية: David Paulson)‏ هو لاعب كرة قدم أمريكية أمريكي، ولد في 22 فبراير 1989 في أوبورن في الولايات المتحدة.

## وصلات خارجية
- ديفيد بولسون على موقع إي إس بي إن.كوم (أن.أف.أل)3
- ديفيد بولسون على موقع مرجع كرة القدم المحترفة.كوم (الإنجليزية)